# Coleophora loti
Coleophora loti é uma espécie de mariposa do gênero Coleophora pertencente à família Coleophoridae.